# 邦雅尔丁 (伯南布哥州)
邦雅尔丁是巴西伯南布哥州的一个市镇。总面积208.4平方公里，总人口40924人，人口密度196.4人/平方公里。